# Izotop
Izotopii sunt specii nucleare cu același număr atomic Z, dar cu număr de masa A diferit (adică aceleași proprietăți chimice dar proprietăți fizice diferite). Cuvântul "izotop" provine din grecescul izos (același) și topos (loc). Toți izotopii unui element chimic au în învelișul electronic același număr de electroni, iar nucleele lor au același număr de protoni; ceea ce este diferit reprezintă numărul de neutroni.
În nomenclatura științifică, izotopii unui element se scriu prin adăugarea unei cratime între numele elementului și numărul său de masă, astfel: heliu-3, carbon-12, carbon-14, oxigen-18, uraniu-238, iar prescurtat se notează folosind simbolul elementului și numărul de masă în partea stângă sus: 3He, 12C, 14C, 18O, 238U.

## Descoperire
Fizicianul de origine britanică Joseph Thomson a demonstrat în 1912 existența unor izotopi stabili care, la trecerea completă a neonului are loc o descărcare într-un tub și o ricoșare a ionilor de neon în apropierea mijloacelor câmpurilor magnetice și electrice; aceasta arată că elementul stabil de neon există în mai multe forme. Thomson găsește doi izotopi de neon, unul cu masa de 20 și celălalt cu masa de 22. Următoarele experimente arată că întâmplarea naturală a neonului conține 90% din izotopul de neon cu masa de 20, 9,73% din izotopul cu masa de 22, și 0,27% din izotopul cu masa de 21. Cercetările despre izotopi au fost continuate de mulți oameni de știință, mai ales de către fizicianul englez, Francis William Aston; în munca lor au descoperit și au studiat izotopi care sunt accelerați de dezvoltarea spectografică a masei.
Este bine cunoscut că majoritatea elementelor în stare naturală sunt compuse dintr-un amestec de doi sau mai mulți izotopi. Printre excepții se găsește și beriliu (Be), aluminiul (Al), fosforul (P), și sodiu (Na). Greutatea atomică chimică a unui element este greutatea medie a unei greutăți atomice, sau masei atomice, a izotopilor. De exemplu, greutatea atomică a clorului este 35.457, și este compusă din clor-35 și clor-37, primul se găsește cu abundență de 76% și cel de-al doilea cu 24%. Toți izotopii elementelor cu numărul atomic mai mare de 83, după bismut (Bi), în sistemul periodic sunt radioactivi, și puțini din izotopii gazoși, similari potasiului-40 (K) sunt radioactivi. Aproximativ 280 de izotopi stabili găsiți (neradioactivi) sunt cunoscuți.
Izotopii radioactivi artificiali, cunoscuți de asemenea ca radioizotopi, au fost produși pentru prima dată în 1933 de fizicienii francezi Marie și Pierre Joliot-Curie. Radioizotopii sunt produși pentru bombardarea naturală găsită a atomilor cu particulele nucleare, de asemenea ca neutronii, electronii, protonii, și particulele alfa, folosind particule acceleratorii.

## Separarea amestecurilor de izotopi

### Fundamente
Separarea izotopică se bazează pe diferențele proprietăților fizico-chimice ale izotopilor aceluiași element (efectul izotopic). Efectul izotopic poate consta în diferențe ale punctului de fierbere sau de îngheț, presiunii de vapori la o anumită temperatură, căldurii de vaporizare, vâscozității, tensiunii superficiale sau spectrelor optice de emisie .
Separarea izotopilor de hidrogen, deuteriul (hidrogen-2) și hidrogenul obișnuit (hidrogen-1), primul separat în cantități apreciabile, este atribuită chimistului american Harold Urey, care a descoperit deuteriul în 1932.
Înainte de 1940 multe metode au fost folosite la separarea unor mici cantități de izotopi necesare pentru cercetări. Unele din cele mai reușite au fost metoda centrifugă și separarea electromagnetică. Fiecare din aceste metode depind de o mică diferență de greutate a izotopilor de separat, și cel mai eficace sunt izotopii de hidrogen, unde diferențele de masă între două substanțe se ridică la 100%; în contrast, diferența în masă între izotopii de carbon-12 și -13 sau între izotopii de neon -20 și neon-22 ajunge doar la 10%, și între izotopii de uraniu-235 și uraniu-238 doar la puțin peste 1%.
Acest factor de la 10 la 1 sau de la 100 la 1 face separarea mai îndepărtată de 10 sau de 100 de ori mai greu. În toate procesele, excluzând pe cel electromagnetic, separarea izotopilor include o serie de etape de procesare. Rezultatul final al unei singure etape este separarea materialului original în două fracțiuni, una care conține un procentaj puțin mai mare pentru izotopul mai greu decât amestecul original și celălalt conține puțin mai mult decât izotopul mai ușor.
Pentru a obține o concentrație apreciabilă, sau mai îmbogățită, în izotopul dorit, este necesară separarea ulterioară a fracțiunii îmbogățite. Acest proces este efectuat printr-un număr mare de etape. Îmbogățirea cu fracțiuni de la o etapă devine un material brut pentru următoarea etapă, și fracțiunea epuizată, care conține un considerabil procentaj al izotopului dorit, este amestecat cu un material brut pentru etapa precedentă. Chiar și materialul epuizat de etapa originală este stripat de etapa suplimentară când materialul brut (de exemplu, uraniul) este rar.
De asemenea, o revărsare este extrem de flexibilă și elementul poate fi schimbat de la o etapă a separării. De exemplu, la separarea uraniului, o mare cantitate a materialului trebuie manipulată de la început, unde uraniul dorit-235 este amestecat de aproximativ 140 de ori cu uraniu-238; la sfârșitul procesului, uraniu-235 este aproape pur și volumul materialului este mult mai mic.

### Metode de separare
- Difuzie gazoasă
- Termodifuziune
- Centrifugare
- Electroliză
- Reacții chimice de schimb izotopic
- Metoda electromagnetică
- Separarea izotopica cu laser

### Exemple de izotopi ai atomului de hidrogen
- izotopul cu niciun neutron se numește Protiu (stabil)(H)
- izotopul cu 1 neutron se numește Deuteriu (stabil)(D)
- izotopul cu 2 neutroni se numește Tritiu (radioactiv)(T)

## Aplicații
- Îmbogățirea uraniului pentru utilizare în reactoarii nucleari.
- Obținerea apei grele.
- Izotopii pot servi diferitor scopuri prin marcare izotopică.
- Industrie
- Agricultură

Îngrășămintele etichetate cu izotopi radioactivi precum fosfor-32 sau izotopi stabili precum azot-15 ajută la determinarea cantității de îngrășământ absorbite.
- Medicină

Izotopii radioactivi pot fi injectați în pacient iar energia emisă este captata pe o peliculă. Imaginea rezultată este folosită la diagnosticare.